# Hydroglyphus instriatus
Hydroglyphus instriatus är en skalbaggsart som först beskrevs av Zimmermann 1928.  Hydroglyphus instriatus ingår i släktet Hydroglyphus och familjen dykare. Inga underarter finns listade i Catalogue of Life.